# استفانیا مونیس
استفانیا مونیس (اسپانیایی: Estefanía Muñiz‎؛ زادهٔ ۸ ژانویهٔ ۱۹۷۴) یک کارگردان فیلم، فیلم‌نامه‌نویس، شاعر و منتقد فیلم اهل اسپانیا است.
از فیلم‌ها یا مجموعه‌های تلویزیونی که وی در آن‌ها نقش داشته است می‌توان به پژواک‌ها (۲۰۰۶) اشاره نمود. او دو فیلم کوتاه دیگر کارگردانی کرده است. فیلم اول، «هیچ‌کس نمی‌تواند مرا بکشد» (۲۰۰۳)، در «جشنواره فیلم آلکالا د اِنارس» جایزه بهترین ویدئو کلیپ، جایزه دوم «جشنواره فیلم کوتاه خرز»، بهترین فیلم کوتاه برابری جنسیتی در «جشنواره فیلم ویارئال»، و جایزه هیئت داوران «جشنواره فیلم وایادولید لا فیلا» و جوایز دیگر را دریافت کرد.